# Ротхауэр, Люси
Люси (Бём) Ротхауэр (нем. Lucie (Böhm) Rothauer; род. в Праге, Чехословакия) — австрийская ориентировщица, чемпионка мира по спортивному ориентированию.
Родилась в столице Чехословакии Праге. Немецкий и чешский языки являются родными для Люси Ротхауэр. В то же время свободно владеет английским и шведскими языками.
Изучала географию в университетах Зальцбурга и Стокгольма.
27 мая 2006 года вышла замуж за Томаса Ротхауэра.
Живёт со своей семьей с Зальцбурге.

## Спортивная карьера
На чемпионате мира в Норвегии в 1997 году выиграла короткую дистанцию.
На следующем чемпионате мира 1999 в Шотландии заняла второе место, уступив хозяйке чемпионата британке Иветт Бейкер.
На третьем чемпионате Европы в Трускавце в 2000 году на классической дистанции заняла четвёртое место.
В настоящее время (2009) две медали, завоеванные Люси Бём, являются единственными медалями, завоеванными австрийскими ориентировщиками на чемпионатах мира по спортивному ориентированию бегом.

## Деятельность после завершения карьеры
С июня 2008 года работает в международной федерации биатлона (англ. IBU) в антидопинговом комитете (англ. WADA-ADAMS).
Отвечает за допинговый контроль, лабораторную обработку результатов проб, а также за регулярность проверок спортсменов.